# Couvain
Le couvain est l'ensemble des œufs, larves et nymphes, protégé, soigné et alimenté par les nourrices dans une colonie d'insectes hyménoptères sociaux tels que les Apidae (Abeille domestique, Bourdons), les Vespoidea (Guêpes et Frelons), les Fourmis ainsi que chez les Isoptères tels que les Termites. 

Différentes formes de couvain
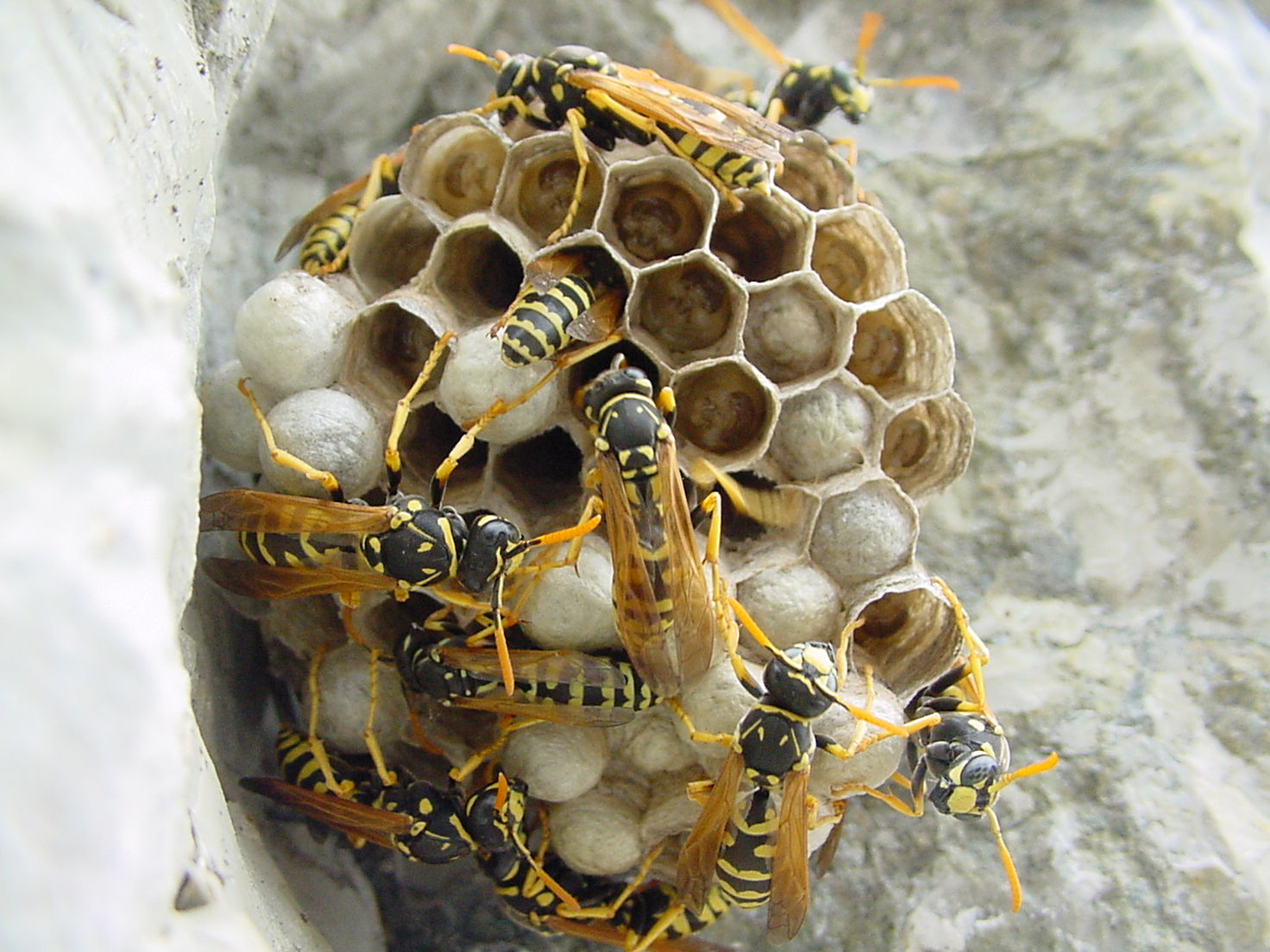
Couvain de Polistes dominula
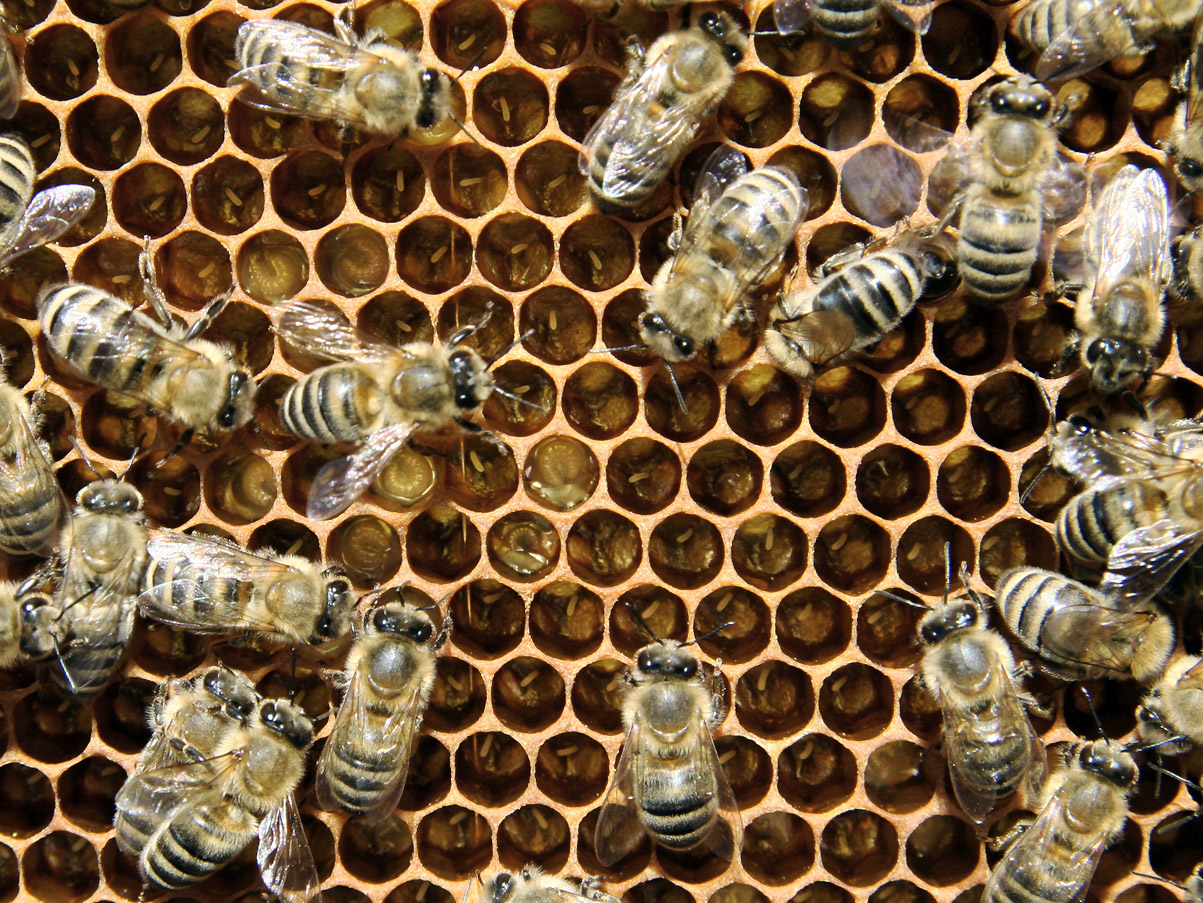
Couvain ouvert d'Abeille domestique portant des œufs et quelques larves.
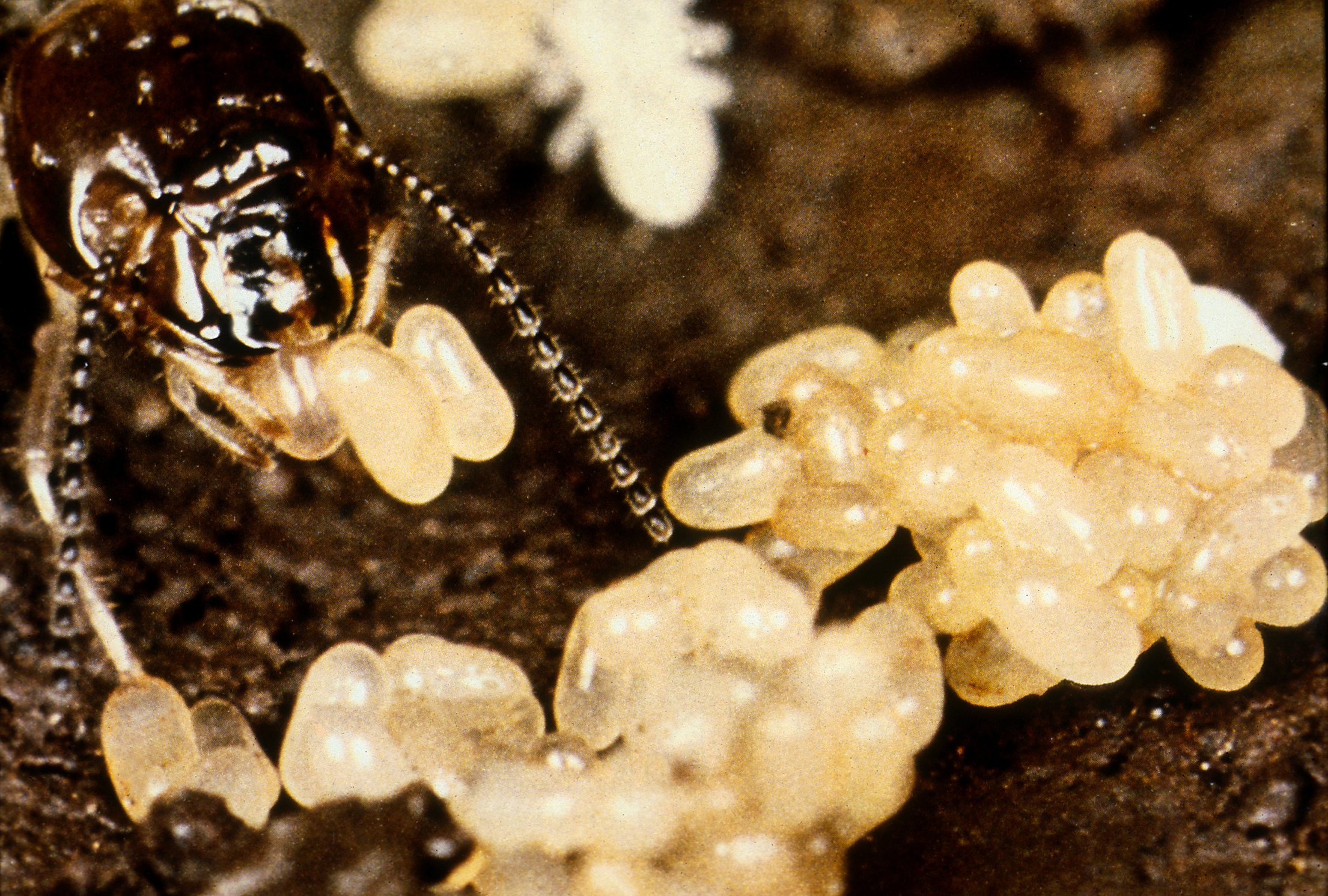
Couvain de Termites et sa reine
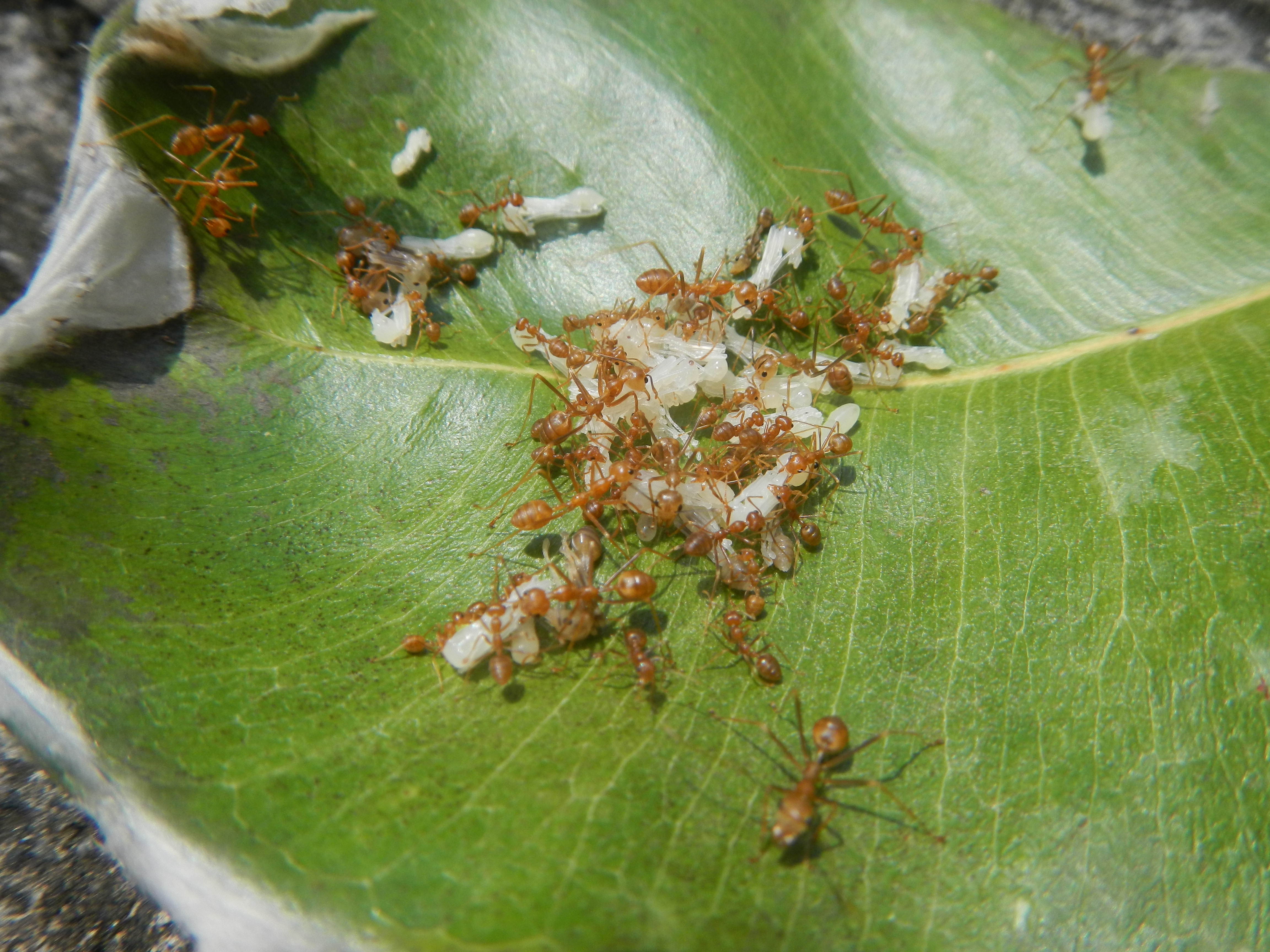
Couvain de fourmis aux Philippines
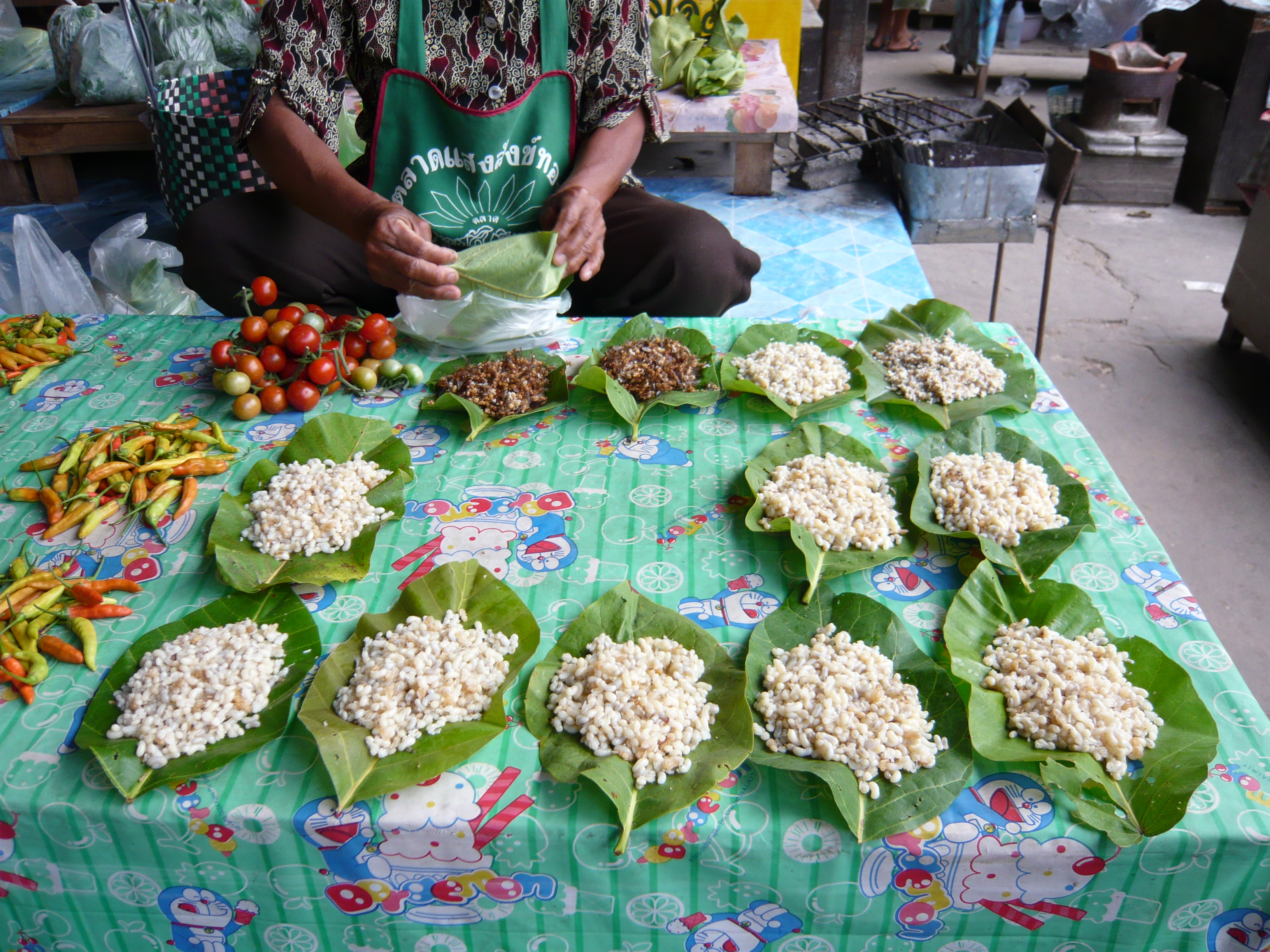
Vente de couvain de fourmis en tant qu'aliment en Thaïlande.

## Abeille domestique
Chez l'Abeille domestique, le couvain est généralement situé au centre de la ruche et est entouré de rayons de miel et de pollen (pain d'abeille) pour l'alimenter. Les larves d'abeilles sont alimentées individuellement par les nourrices plus de 1 000 fois et reçoivent 7 000 visites de contrôle en six jours de ce traitement, leur poids augmentant plus de 1 000 fois pour atteindre environ 140 à 160 mg avant de se transformer en nymphe. L'ours en est friand (bien plus que de miel) car il contient énormément de protéines.

### Maladies
Le couvain des abeilles peut être affecté par différentes maladies :
- Varroa
- Mycoses
  - ascosphérose ou couvain plâtré
  - aspergillose ou couvain pétrifié
- loque européenne
- loque américaine
- couvain sacciforme